# نسبة (وصف)
النسبة هو المصطلح الذي يعرف سكان أو مواطنين من مكان معين، وهو مشتق من اسم هذا المكان بعينه. أو حتى اللغة مثل : عربية قادمة من اللغة العربية.

## شعوب شمال أفريقيا وغرب آسيا
- الجزائر --> جزائري
- سورية-->سوري
- العراق-->عراقي
- لبنان-->لبناني
- فلسطين-->فلسطيني
- الأردن-->أردني
- إسرائيل-->إسرائيلي
- السعودية-->سعودي
- الكويت-->كويتي
- اليمن-->يمني
- سلطنة عمان-->عماني
- الإمارات العربية المتحدة-->إماراتي
- البحرين-->بحريني
- قطر-->قطري
- مصر-->مصري
- شمال السودان-->سوداني شمالي
- جنوب السودان-->سوداني جنوبي
- ليبيا-->ليبي
- الجمهورية العربية الصحراوية الديمقراطية-->صحراوي
- الصومال-->صومالي
- صوماليلاند-->صوماليلاندي
- جيبوتي-->جيبوتي
- جزر القمر-->قمري
- موريتانيا-->موريتاني
- المغرب-->مغربي
- تشاد-->تشادي
- تونس-->تونسي

## العالم الإسلامي

### أوروبا الإسلامية
- ألبانيا--> ألباني
- أذربيجان-->أذربيجاني
- البوسنة والهرسك-->بوسني
- كازاخستان-->كازاخستاني
- كوسوفو-->كوسوفي
- قبرص الشمالية--> قبرصي شمالي
- تركيا-->تركي

### آسيا الإسلامية
- إيران-->إيراني
- إندونيسيا-->إندونيسي
- أفغانستان-->أفغاني
- أوزبكستان-->أوزبكي
- قيرغيزستان-->قيرغيزي
- تركمانستان-->تركماني
- باكستان-->باكستاني
- بنغلاديش-->بنغلاديشي
- ماليزيا--> ماليزي
- المالديف-->مالديفي
- بروناي-->برونايوي

## القوى العظمى
- أمريكا-->أمريكي
- روسيا-->روسي
- الصين-->صيني
- بريطانيا-->بريطاني
- فرنسا-->فرنسي

## القارات
- آسيا-->آسيوي
- أوروبا-->أوروبي
- أفريقيا-->أفريقي
- أستراليا-->أسترالي
- أمريكا الشمالية-->أمريكي شمالي
- أمريكا الجنوبية-->أمريكي جنوبي